# Jonas Holmberg
Jonas Holmberg, född 4 januari 1983 i Kalmar, är en svensk kulturskribent och museichef för Kalmar konstmuseum.
Holmberg är skribent på Expressen och filmtidskriften FLM, som han startade 2007 tillsammans med Jacob Lundström. Mellan 2014 och 2024 var han konstnärlig ledare för Göteborg International Film Festival. Holmberg belönades 2010 med Jurgen Schildt-priset och mottog 2011 års Kurt Linders stipendium. Han utsågs 2021 till Årets göteborgare tillsammans med Mirja Wester.